# Hovig Demirjian
Hovig Demirjian (græsk: Χουίγ Δεμιργιαν, armensk: Հովիկ Դեմիրճյան, født 3. januar 1989), bedre kendt under mononymet Hovig, er en cypriotisk sanger af armensk oprindelse. Han repræsenterede Cypern i Eurovision Song Contest i 2017.

## Liv og karriere
Demirjian eller Demirdjian blev født den 3. januar 1989 i Nicosia, Cypern, og er af armensk afstamning. Han studerede marketing og har arbejdet i erhvervslivet, men gav hurtigt op for at blive sanger. Han lærte at spille guitar og klaver, og har også studeret jazz og vokal. Hans første store bedrift var at andenpladsen i en musikalsk konkurrence i Larnaca. Han blev kendt i Cypern med tilnavnet "Den musiske budbringer". 1. juni 2009 udgav han "Den mou milas alithina (Istoria exei teleiwsei)" (græsk: Δεν μού μιλάς - ἱστορία έχει τελειώσει tr. Den mou milas alithina - Istoria exei teleiwsei) under mononymet Hovig ledsaget af en musikvideo til forberedelsen til det græske X Factor. Sangen var skrevet af Argiro Christodoulidou og musikvideoen instrueret af Kostas Voniatis.

### Det græskeX-Faktor
I 2009 tog Demirjian del i anden sæson af X Factor Grækenland, sendt på den græske tv-station ANT1. Han gik til audition med den græske sang "Pote" (græsk: Ποτέ) og kvalificerede sig til kategorien Drenge (16-24) med mentor Nikos Mouratidis. I det første liveshow sang han "How to Save a Life" af The Fray, og i anden uge den armenske sang "Menos ektos" fra Eleftheria Arvanitaki. I 3. uge i liveshowene sang han "Unchain My Heart" af Ray Charles og Joe Cocker efterfulgt af Bon Jovi's "You Give Love a Bad Name i uge 4 og "With a Little Help from My Friends" af The Beatles og Joe Cocker i uge 5. Han fortsatte med forskellige fortolkninger som "(i Can't Get No) Satisfaction" af The Rolling Stones, "Feel" af Robbie Williams og "You Can Leave Your Hat On" igen af Cocker og "It's a Man's Man's Man's World". I det 11. live-show, som han optrådte med to sange: den græsk-sproget "Pou Na Sai" af Andonis Remos og "Hello" af Lionel Richie. Han endte med at komme på en syvendeplads i konkurrencen.
Efter X factor vendte han tilbage til Cypern og skabte sig en musikkarriere som solosanger. Han har udgivet en række singler, herunder græsksproget sange som "Ksana" (græsk: Ξανά) i 2010 og "Ekho ya mena" (græsk: Εγω Για Μένα) i 2013. Han har også turneret internationalt til forskellige koncerter i Grækenland, Mellemøsten og Rusland.

### Eurovision Song Contest
Efter X-Faktor Grækenland, konkurrerede Demirjian om at repræsentere Cypern i Eurovision Song Contest to gange; 2010 og 2015. I 2010, kom han på en tredjeplads med sangen "Farvel", og i 2015 blev han nummer fire med sangen "Stone in a River".
Den 21. oktober 2016 blev Demirjian udråbt som den cypriotiske deltager i Eurovision Song Contest 2017. Hans sang "Gravity" blev skrevet af den svenske komponist Thomas G:son. Han kvalficerede sig for ESC-finalen den 13. maj 2017 og fik en 21. plads.

## Diskografi

### Singler
| År   | Titel                                                                     | Album |
| ---- | ------------------------------------------------------------------------- | ----- |
| 2009 | "Den mou milas alithina" (Δεν μού μιλάς αληθινά - ἱστορία έχει τελειώσει) |       |
| 2010 | "Ksana" (Ξανά)                                                            |       |
| 2010 | "Goodbye"                                                                 |       |
| 2013 | "Ekho ya mena" (Εγω Για Μένα)                                             |       |
| 2015 | "Stone in a River"                                                        |       |
| 2017 | "Gravity"                                                                 |       |

## Eksterne links
- Facebookkonto: hovigmusic
- Hovig Demirjian på Instagram
- Hovig Demirjian på Internet Movie Database